# Klippande bearbetning
Klippande bearbetning är en tillverkningsteknik som används i en industriell process för att omvandla råmaterial till en färdig produkt. De klippande bearbetningsmetoderna indelas i två huvudgrupper: klippning och stansning. Förloppet vid klippande bearbetning består i en plastisk deformation (kraftig skjuvning) vilken avslutas med ett brott.
Klippning kan ske med saxskär eller med ett roterande skär.
Vid stansning trycks ett verktyg (stans) med hålets önskade form genom materialet under mothållartryck från en dyna.

## Fotnoter och källor
1. ↑  Karlebo handbok (2000), sid 430.
2. ↑  Jarfors m fl (2000), sid 232